# Theodor Bastard
Theodor Bastard — российская музыкальная группа из Санкт-Петербурга, созданная в 1999 году
Александром Старостиным (творческий псевдоним «Фёдор Сволочь», название группы происходит от английского варианта этого псевдонима) — гитаристом
и автором музыки (с 1995 по 1999 год существовал как сольный проект «Фёдор Сволочь»). Группа является одними из основоположников жанра world music в России.
Визитной карточкой коллектива, его главной чертой является голос и интонации Яны Вевы — вокалистки и автора многих песен.
Критики относят творчество группы к таким жанрам как world music, этно-электроника, трип-хоп, дарквейв.
Альбомы группы официально изданы в различных странах мира: России, Германии, Турции, Мексике и Аргентине, а с 2020 года и по всему миру - лейблом Season of Mist.
Theodor Bastard — постоянные гости разворотов известных музыкальных журналов, таких как
Sonic Seducer,
Zillo,
Orkus и их российских аналогов, а также журналов
Собака.ru,
Time Out и Rolling Stone Russia.
Theodor Bastard используют в своём творчестве как классические инструменты: гитару, виолончель, арфу,
так и электронные: синтезаторы, семплеры, терменвокс и инструменты народов мира: никельхарпа, йоухикко,
дарбуки, конги, джембе, даф, саз,
диджериду, цимбалы, гусли, дульцимер, баву, уду, окарины, моринхур, дунгчен, канглинг, варганы и многие другие.

## История
История группы Theodor Bastard начинается с 1995 года, когда её основатель Фёдор Сволочь начал экспериментировать в музыке.
Тогда Фёдор в одиночку записывал и издавал на собственном лейбле Fulldozer авангардные и тяжелые для восприятия альбомы.
Три первых альбома: «Восемь способов добиться леди», «Как не нужно делать попсу» и «Зверинец Крафта-Эбинга» — были изданы
под именем Фёдор Сволочь, дальнейшие: Wave Save, Agorafobia, Live In Heaven, BossaNova_Trip — уже под именем
Theodor Bastard, когда к Фёдору стали присоединяться другие музыканты, в том числе будущая вокалистка Яна Вева, игравшая первое время
на гитаре и окарине.
Эти релизы отличал радикальный подход к звуку, запись бытовых шумов и собственноручно изобретённых инструментов,
а также сложно структурированный звук и единая концепция, которую можно соотнести с работами таких групп как
Coil и Nurse with Wound, но с совершенно своим и узнаваемым почерком.
В альбоме «Зверинец Крафта-Эбинга» были использованы звуки падающих камней, записанные в Карелии на вершине
горы.
C 1998 года началось сотрудничества Фёдора Сволочи, тогда выступавшего и сочинявшего музыку сольно, и будущей вокалистки проекта Яны Вевы. После успешного совместного концерта в Галерее Экспериментального Звука в 1999 году музыканты решают сменить название на более звучное — Theodor Bastard. Концертный состав расширяется за счёт других участников: Алексей «Кусас» Курасов — перкуссия, Тарас «Монти» Фролов — клавиши и Макс Костюнин — бас.
Последним альбомом этого периода стал альбом BossaNova_Trip, изданный в 2002 году лейблом «Планктон», принадлежавшим группе «Виды рыб».
Яна Вева тем временем открывала свои вокальные возможности и развивала свою собственную технику пения. Её голос вдохновил
коллектив на изменение стиля — в жанровое разнообразие музыки Theodor Bastard постепенно вошли дарквейв, этно-электроника и трип-хоп,
а Яна Вева стала ведущей вокалисткой коллектива и соавтором музыки и текстов, вместе с Фёдором Сволочью.
Начиная с вышедшего в 2004 году альбома «Пустота» основой всего творчества группы Theodor Bastard стал вокал Яны Вевы:

Те, кто бывает на концертах, могут оценить, несмотря на наш плотный звук, насколько у неё прекрасный и глубокий тембр. При этом много вокалистов, которые прекрасно поют, но не все могут к своему пению добавить такую глубокую эмоцию. И вот у Яны она есть, причём такая, что иногда просто мурашки по коже… Поэтому я преклоняюсь перед её талантом, и замечу, что всё, что мы делаем, построено вокруг именно голоса Яны.
— Фёдор Сволочь, интервью сайту Kroogi

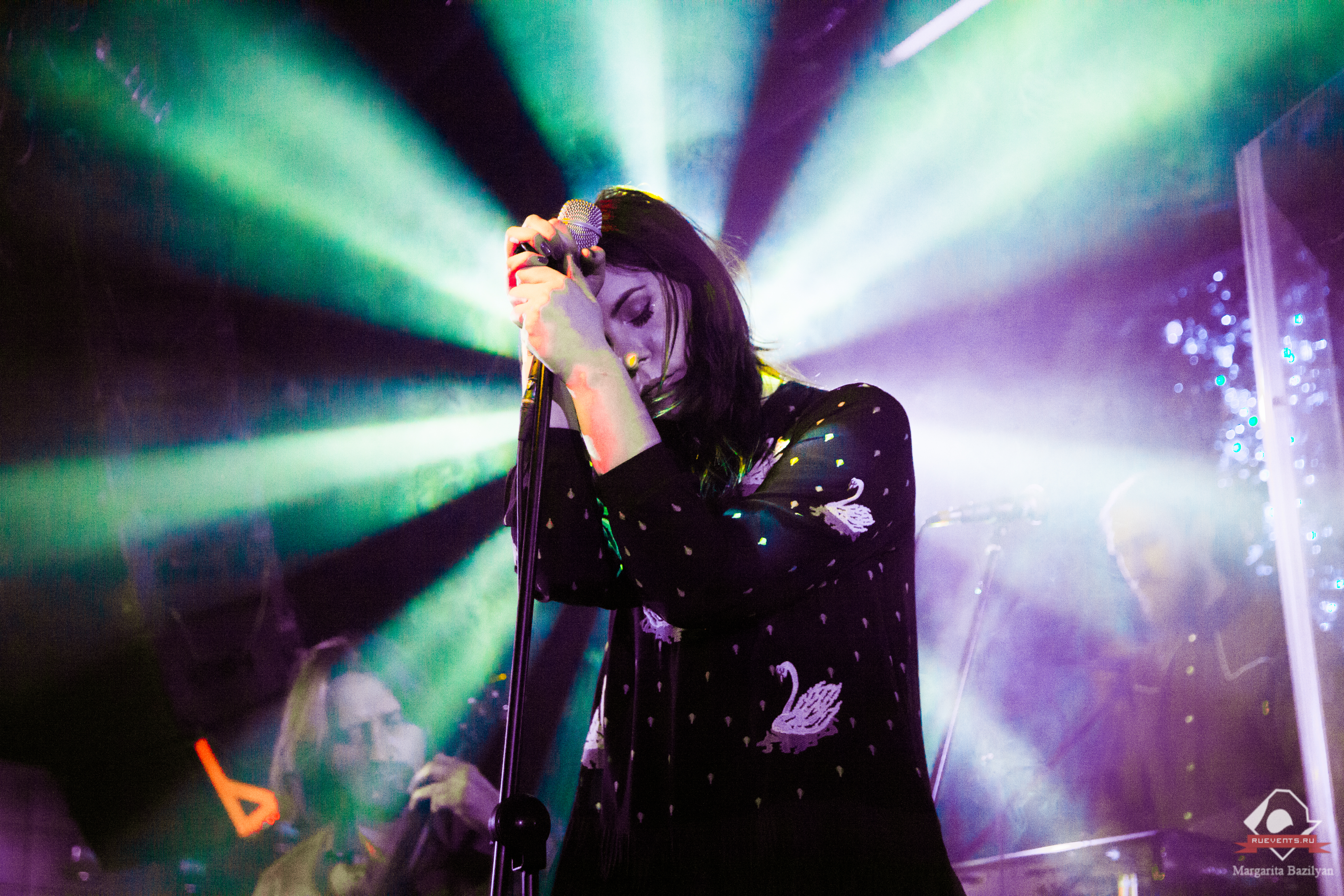
Концерт 22 декабря 2016 года, Москва

Альбом «Пустота» имел очень большой успех, его издали немецкий лейбл Pandaimonium Records, два мексиканских лейбла: The Art Records и Noise Kontrol
и турецкий лейбл Muzikal Yapım, о нём написали европейские музыкальные издания, прошло множество концертов группы в Европе.
По итогам европейских туров в 2006 году вышел концертный альбом «Суета». Он вобрал в себя лучшие выступления группы от Петербурга до Брюсселя.
На нем есть такие изюминки, как песня, исполненная в Бельгии с американским саксофонистом Итаном Джорданом,
совместные импровизации с пианистом Грегом Дотсоном, и заторможенно-опиумная «AlBor» со звуками препарированного ситара,
записанная в немецком городе Дортмунде.
Третьим альбомом в трилогии, её закрывающей частью, должен был стать альбом «Темнота», который записывался группой в Венесуэле.
Одноимённая песня «Темнота» исполнялась на концертах. Но сам альбом так и остался неизданным.
Альбом 2008 года «Белое: Ловля Злых Зверей» повествует про внутренний мир человека, он полностью русскоязычный и пронизан русскими фолк-мотивами.
В нескольких композициях звучат гусли, виолончель и арфа. Но музыкантов не полностью удовлетворил результат и работа над этой темой была продолжена.
Через год, в 2009 году, она увенчалась альтернативной версией альбома, которая была названа «Белое: Предчувствия и Сны». Аранжировки в этом альбоме кардинально отличаются от первой версии. Этот альбом был издан в Аргентине на лейбле Twilight Records под названием Beloe: Hunting For Fierce Beasts.

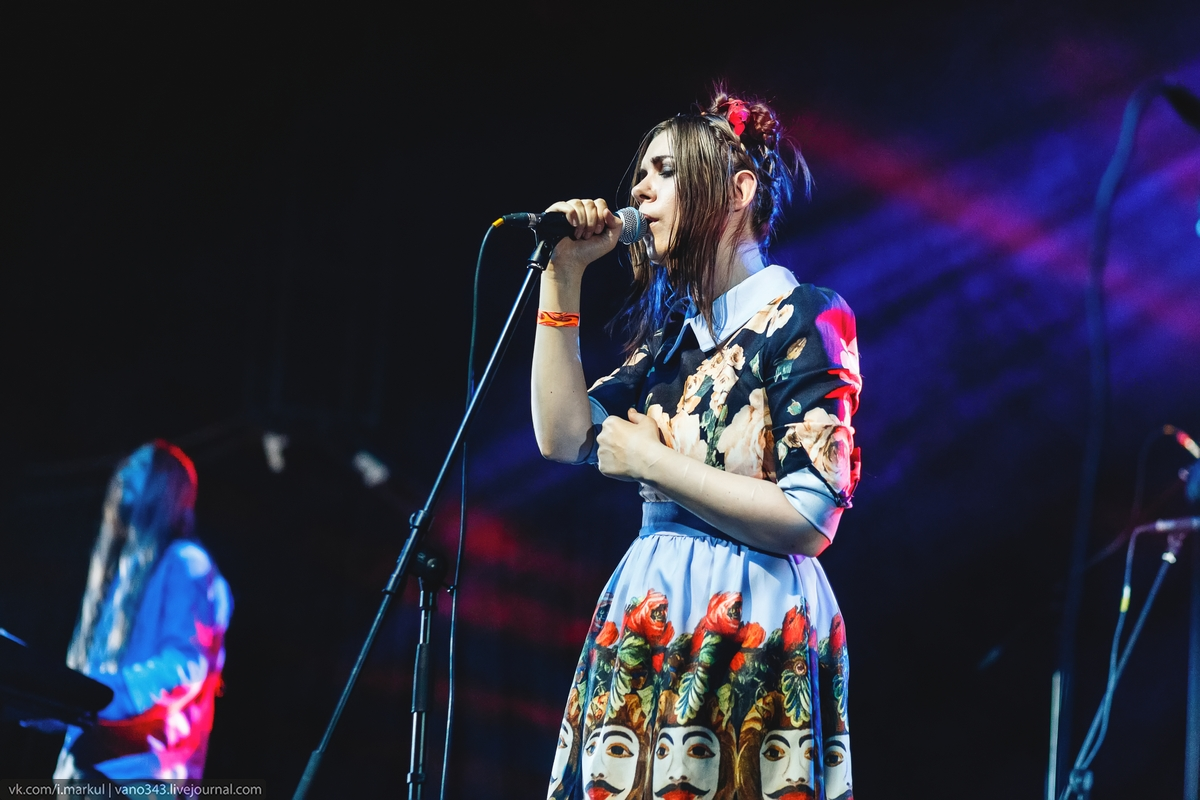
Концерт 19 июля 2015 года, Санкт-Петербург

В 2008 году у группы вышел сингл «Мир», этот релиз впервые в России был выпущен на USB-флеш накопителе в форме игральной карты!
Также в 2008 году Theodor Bastard получили музыкальную премию Степной волк, учреждённую московским Центральным домом
художника, московским Открытым книжным фестивалем и музыкальным критиком Артемием Троицким, в номинации лучший сайт музыкального коллектива.
В 2010 году у группы выходит сингл «Tapachula», это было коллекционное издание, оформленное самими музыкантами и вышедшее
тиражом всего 300 экземпляров. Основным материалом оформления стали деревянные кругляши, собственноручно напиленные из сухих стволов
карельской берёзы. Сингл распространялся бесплатно и только на концертах группы.
В ноябре 2011 года вышел сборник ремиксов на творчество Theodor Bastard Remixed, в работе над которым приняли участие европейские группы, среди которых Riz Maslen, Animals on Wheels, Up, Bustle and Out, Robin Rimbaud, State of Bengal, Geomatic, Flint Glass и другие.
Всю осень и зиму 2011 года группа Theodor Bastard работала над новым альбомом Oikoumene, который вышел в феврале 2012 года. Название альбома происходит от древнегреческого Ойкумена — «обитаемая земля». В ходе записи альбома музыканты записывали материал на нескольких студиях, используя такие музыкальные инструменты, как даф, дойра, думбек, удо, калимба, реко-реко, кашиши, ашико, спринг драм и множество различных джамбеев и конгас. Яна Вева сыграла в некоторых треках на китайской флейте баву и армянском дудуке. Митя Гольцман использовал флейты пана, окарины и другие духовые. А Фёдор Сволочь прописывал изобретённые и собственноручно изготовленные им инструменты из бытовых материалов: кокосовых орехов, дверных пружин и пустых бутылок. Этот альбом был издан в Германии на лейбле Danse Macabre.

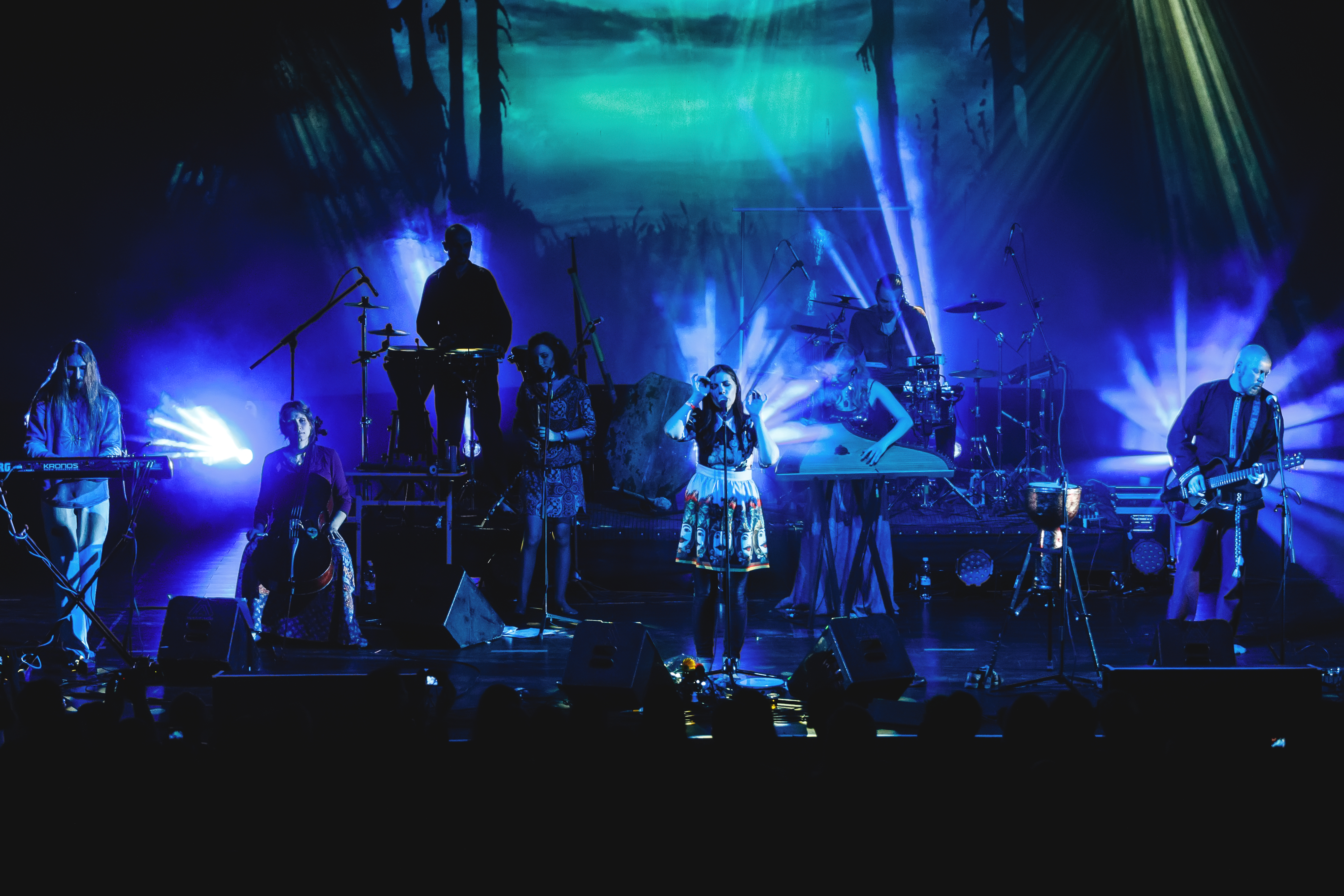
Концерт Theodor Bastard 19 июля 2015 года, ГлавКлуб, Санкт-Петербург

Для документального фильма «Загадки нашего Я» режиссёра Виктора Фокеева группа Theodor Bastard создала саундтрек.
Одна из композиций, «Untitra», позже была включена в альбом Music For The Empty Spaces, вышедший в 2012 году.
Также в альбом вошли композиции, написанные группой к документальным фильмам бразильского режиссёра Густаво Сантоса,
и для модного показа авангардного японского дизайнера Юши Кюрода. Другую часть треков можно охарактеризовать как «неизданные
саундтреки к несуществующим фильмам».
Осенью 2014 года музыканты приняли участие в международном проекте BalconyTV. Группа записала одну из своих песен, сыграв её на крыше дома в центре Питера. Оставаясь верными своим принципам, музыканты подготовили новую необычную аранжировку с использованием некоторых интересных музыкальных инструментов, а настоящей изюминкой стало участие в записи легендарного музыканта-виолончелиста Севы Гаккеля, известного по своему сотрудничеству с такими группами как «Аквариум», «Кино», «Турецкий чай» и др.

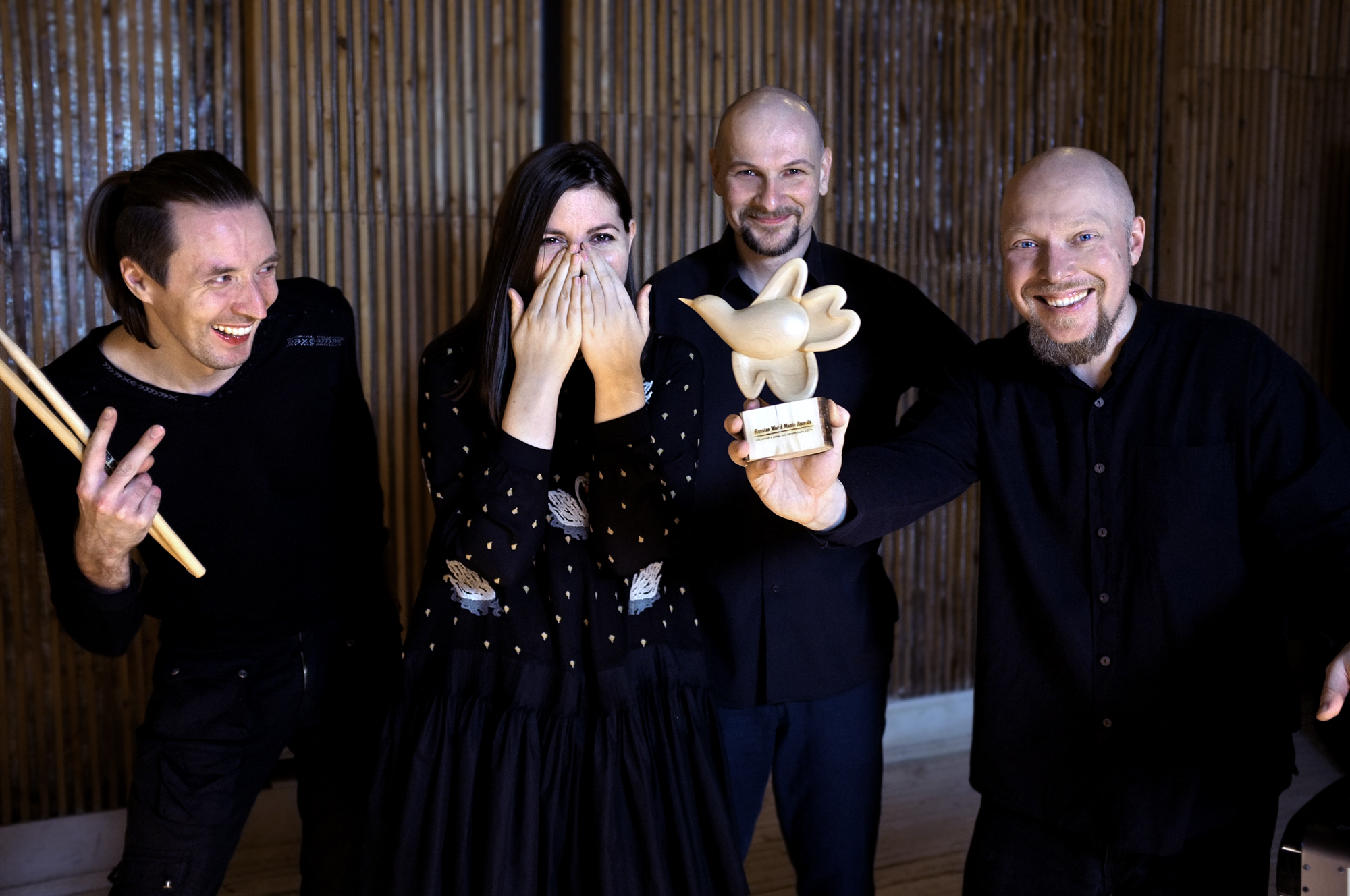
Группа Theodor Bastard с премией Russian World Music Awards 2017

В 2015 году группа выпустила альбом «Ветви», работа над которым заняла несколько предыдущих лет.
Он был тепло принят поклонниками и стал за очень короткий срок одной из самых популярных работ коллектива.
В названии альбома упомянуты ветви Мирового древа — мифологического дерева, объединяющего все сферы мироздания.
На две песни из альбома: «Ветви» и «Кукушка» — были сняты клипы.
Причем режиссёром клипа «Кукушка» выступил Фёдор Сволочь, а сценаристом — Яна Вева.
В 2017 году Theodor Bastard впервые выступили в Армении (на фестивале Music Drive) и в Казахстане (на фестивале «FourЭ»), впервые выступали в Сибири (в Красноярском крае, фестиваль «Мир Сибири»), во второй раз - на Castlefest в Нидерландах, в третий раз - на Wave-Gotik-Treffen в Германии, всего в 2017 году приняли участие в восьми фестивалях.
4 декабря 2017 года выходит в свет альбом-саундтрек Utopia, который Theodor Bastard создали для игры «Мор» - ожидаемого в 2018 году ремейка игры «Мор (Утопия)» от студии Ice-Pick Lodge.
2017 год был ознаменован присуждением группе Theodor Bastard двух премий: независимой музыкальной премии «Золотая Горгулья» и первой российской премии в области этнической музыки «Russian World Music Awards» за вклад в развитие этно-музыки.
В начале 2018 года Theodor Bastard написали саундтрек к ещё одной ожидаемой игре - Life is Feudal: MMO - 30 композиций с живыми инструментами, в том числе средневековыми, и с вокалом Яны Вевы.
9 ноября 2018 года вышел альбом «Белое: Ловля Злых Зверей (10th Anniversary Edition)» - отредактированная и пересведенная версия с новым улучшенным звуком, приуроченная к 10-летию вышедшего в 2008 году альбома «Белое: Ловля Злых Зверей». В новой редакции собраны и объединены вместе лучшие, по мнению группы, версии песен с обеих версий альбома — российского 2008 года ("Белое: Ловля Злых Зверей") и аргентинского 2009 года ("Белое: Предчувствия И Сны"), некоторые партии были перезаписаны заново.
17 апреля 2020 года вышел седьмой студийный альбом группы Volch'ya Yagoda («Волчья Ягода»).
9 ноября 2020 года лейбл Season of Mist объявил о подписании соглашения с группой Theodor Bastard о переиздании двух альбомов группы: Vetvi и Volch'ya Yagoda, и издании будущих альбомов.
30 ноября 2021 Theodor Bastard выпустили англоязычную версию сингла на один из своих главных хитов – песню «Vetvi». Автором видео стал португальский режиссёр Гильерме Энрикес. Англоязычная версия сингла была записана специально для переиздания альбома «Vetvi» на лейбле Season of Mist.
Также в 2021 году Theodor Bastard стали финалистами американского конкурса John Lennon Songwriting Contest, учреждённого вдовой Джона Леннона Йоко Оно, где песня группы «Волчок», созданная по мотивам славянской колыбельной, победила в номинации «world music».
В 2021 году Theodor Bastard записали саундтрек к сиквелу фэнтезийной компьютерной игры «Ash of Gods» - «Ash of Gods: The Way».

## Участие в фестивалях
- 2000 — «Свободный Полёт-2» (Россия)
- 2000 — «Другая Культура» (Россия)
- 2000 — «Ушки В Трубочку-4» (Россия)
- 2001 — V международный фестиваль им. С. Курехина (СКИФ) (Россия)
- 2001 — «Свободный Полёт IV» (Россия)
- 2001 — «Кислотный Тест» (Россия)
- 2001 — «Индустрия Звука» (Россия)
- 2002 — Radio Inferno (Россия)
- 2003 — Faut Qu'ca Bouge (Бельгия)
- 2004 — Fusion Festival (Германия)[20]
- 2008 — Mėnuo Juodaragis XI (Литва)[21]
- 2010 — «Этномеханика» (Россия)[22]
- 2011 — Wave-Gotik-Treffen (Германия)[23]
- 2012 — Dark Bombastic Evening 4 (Румыния)[24]
- 2012 — Fekete Zaj (Венгрия)
- 2012 — Mėnuo Juodaragis XV (Литва)[25]
- 2012 — KAMWA (Россия)[26]
- 2012 — «Дикая Мята» (Россия)
- 2013 — ReRe:Riga (Латвия)[27]
- 2013 — Dark Bombastic Evening 5 (Румыния)[28]
- 2013 — Fekete Zaj (Венгрия)
- 2013 — «Вольнае паветра» (Беларусь)
- 2014 — Wave-Gotik-Treffen (Германия)[29]
- 2014 — «Движение» (Россия)[30]
- 2014 — Castle Party (Польша)[31]
- 2014 — Labadaba (Латвия)[32]
- 2014 — «Дикая Мята» (Россия)
- 2015 — «Бродский Drive» (Россия)[33]
- 2015 — «Зов Пармы» (Россия)
- 2015 — Castlefest[англ.] (Нидерланды)[34]
- 2016 — Tallinn Music Week[англ.] (Эстония)[35]
- 2016 — «Троица: Всё живое» (Россия)[36]
- 2016 — «Дикая Мята» (Россия)
- 2016 — Dark Bombastic Evening 7 (Румыния)[37]
- 2016 — Mėnuo Juodaragis XIX (Литва)[38]
- 2016 — «Алтея» (Калининград, Россия)[39][40][41]
- 2017 — Music Drive (Армения)
- 2017 — Wave-Gotik-Treffen (Германия)
- 2017 — «МИР Сибири» (Россия)
- 2017 — «Белый шум» (Россия)
- 2017 — Метафест (Россия)
- 2017 — Castlefest[англ.] (Нидерланды)
- 2017 — «FourЭ» (Казахстан)
- 2017 — «Камяніца» (Беларусь)
- 2017 — Russian World Music Awards (Москва, Россия)
- 2019 — «МИР Сибири. Зима» (Красноярск, Россия)
- 2019 — «Небо и земля» (Тюмень, Россия)
- 2019 — WAFEst (Нижний Новгород, Россия)
- 2023 — Signal (Калужская область, Россия)
- 2023 — «Стороны света» (Санкт-Петербург, Россия)
- 2024 — «Зарядье» (Москва, Россия)
- 2024 — «Лешуга» (Псков, Россия)

## Видео

### «Пустота»
Город, весь какой-то бурый, между крышами торчат шестерёнки, а над всем - дохлые рыбы парят по небу.
Тонкий мир стеной дождей
Остаётся между нами.
Вот и герой, бритый, с безумными глазами, из уголка рта - алая кровь ручейком.
Макабр!
Сходил в «Черчилль» называется. Кто же его знал? Группа Theodor Bastard, последний писк, вся Сеть воем воет.

На этом кадре из клипа Theodor Bastard «Пустота» видно место действия и события, получившие описание в романе Андрея Валентинова «Даймон»

Первым профессиональным видеоклипом Theodor Bastard стал анимационный клип на песню «Пустота», его в 2003 году создал художник Кол Белов по сценарию Фёдора Сволочи. Кол Белов входит в объединение художников-аниматоров новой волны «КОМС» (Концептуально Отличающаяся Мультипликационная Система) — энтузиастов новой, революционной в то время технологии компьютерной анимации Adobe Flash. Новаторское визуальное решение сделало клип известным, описание событий клипа можно встретить даже в художественной литературе того периода — в романе Андрея Валентинова «Даймон», вышедшем в 2007 году.
Клип «Пустота» открывает серию анимационных клипов Theodor Bastard, в которую входят также клипы «Сельва» и «Орион».

### «Сельва»
Клип на песню «Сельва» был создан сибирским художником Артуром Меркуловым в 2008 году, сценарий клипа был написан им совместно с Фёдором Сволочью. В основе сюжета клипа — древняя славянская мифология, в том числе миф о банницах — разновидности домовых, леших, которые могут мистическим образом подменить ребёнка до его рождения на своего. В записи песни к клипу приняли участие также группы «Театр Яда» и VERBA (экспериментальный психоделический рок).

### «Мир»
В 2008 году вышел и клип на песню «Мир», режиссёром его стал непосредственно Фёдор Сволочь. Это не анимационный, а игровой клип, в нём снималась Яна Вева, среди действующих лиц — девочка по имени Алтея (так называется и одна из песен Theodor Bastard). Клип снят в как бы документальном стиле, действие происходит в мистическом лесу на рубеже этого и того света.

### «Takaya Mija»
Клип на заглавную песню альбома Oikoumene «Takaya Mija». Первоначально композиция была задумана как печальная и минорная, а идея танцевального её решения была подана слушателями. Узнав о такой идее, Theodor Bastard решили объявить конкурс на лучшее танцевальное видео на эту песню. В конце 2012 года из множества работ был выбран лучший танец на песню «Takaya Mija». Его сняла режиссёр Яна Истошина, а исполнил петербургский трайбл фьюжн коллектив Sirin Tribe.

### «Орион»
Я знаю, наверно, —
я вечности древо
и кровью моею
накормлены звезды,
а птицы в листве —
мои сны и мечты.
И если паду я,
подрубленный смертью, —
обрушится небо.

На этом кадре из клипа Theodor Bastard «Орион» хорошо видна техника штриховки.

Третьим анимационным клипом Theodor Bastard стал клип «Орион», созданный также Артуром Меркуловым. Клип был представлен в 2013 году после более пяти лет работы над ним. Клип сделан в технике ручной штриховки каждого кадра. Каждый кадр (из 7816 кадров, входящих в 5 минут 12 секунд клипа) раскрашивался индивидуально, это одна из причин столь долгого времени создания клипа. В основе его сюжета мифология разных народов.
Также на сюжет клипа повлияло стихотворение испанского поэта Хуана Рамона Хименеса из его книги 1918 года «Вечные истины» и песня Theodor Bastard на это стихотворение (песня «Эпилог», она входит в альбом «Белое: Предчувствия и Сны»).

### «Ветви»
Речь про людей, жизнь, про верхние миры и нижние и древо, которое соединяет своей кроной верхние миры и корнями питается в нижних мирах, а люди посерединке живут, и путешествовать можно туда-сюда и там вопросы всякие задавать и узнавать ответы и прочее.
После выхода альбома «Ветви» были сняты клипы на две песни из этого альбома: «Ветви» и «Кукушка».

Клип «Ветви» сняли известные петербургские режиссёры Андрей Кеззин и Юлия Александрова, предложив своё авторское прочтение этой песни. В клипе можно увидеть один из миров (наш) и Яну Веву, поющую о ветвях мирового древа, которое объединяет все миры.

### «Кукушка»
Клип «Кукушка» был создан самими музыкантами — Яна Вева написала сценарий и нарисовала раскадровки к клипу, Фёдор Сволочь выступил режиссёром-постановщиком. Клип снимался в Карелии в дикой природе в ходе многодневной экспедиции. Главное послание клипа — встретиться со сказкой может и современный человек из мира супермаркетов и надувных лодок, если сбережет в себе детство. Действие происходит в отдельной то ли реальности, то ли фантазии, и за ним молчаливо наблюдают таинственные музыканты из другого мира.

### «Лес»
2 апреля 2020 года вышел клип «Лес» на одноимённую песню из альбома Volch'ya Yagoda, он также был создан самими музыкантами - В создании клипа принимал участие весь коллектив Theodor Bastard. Режиссёр-постановщик клипа - Фёдор Сволочь, клип снимался на Карельском перешейке.

### «Requiem»
4 июня 2020 года вышел клип на песню «Requiem» из альбома Volch'ya Yagoda. Клип полностью создала фотограф Кристина Цветкова как автор сценария, режиссёр и оператор. Съемки проводились в лесу в Финляндии.

### «Оберег»
9 сентября 2020 года вышел клип на песню «Оберег» из альбома Volch'ya Yagoda. Режиссёр-постановщик и оператор - Филипп Григорьев. Клип создан с помощью макросъемки в лесах Карелии.

## Другие проекты
Творческая дружба объединяла группы Theodor Bastard и «Театр Яда», группы часто выступали вместе и совместно исполняли песни. Совместное исполнение песни «Театра Яда» «Завершение Вершин» было издано в сборнике Colours Of Black: Russian Dark Scene Compilation, Volume 2. Совместное исполнение песни Theodor Bastard «Сельва» стало звуковой дорожкой к клипу «Сельва» и было впоследствии издано в альбоме «Пустота (Remastered)» 2014 года под названием «Сельва 2.0». Также существует запись совместного исполнения песни Theodor Bastard «Белое». Существуют два кавера «Театра Яда» на песни Theodor Bastard: «Cуета (в почтительном крушении к Theodor Bastard)», вышедший в альбоме «Театра Яда» «Пустыня широкой огласки» (2008 год), и «Белое (кавер песни Тэодор Бастард)», вышедший в альбоме «Театра Яда» «Мизантрапеция; глазДАглаз» (2008 год). Кроме того, существует песня «Театра Яда», прямо посвящённая Яне Веве, она так и называется — «Veva (Панегирик Для Яны Вевы)» и входит в альбом «Нигде не найдя иссякшее прежнее» 2006 года.
Дружба связывает Theodor Bastard с группой «Оле Лукойе». В 2004 году лидер группы «Оле Лукойе» Борис Бардаш совместно с Theodor Bastard исполнил песню «Догма»,
вошедшую в альбом «Пустота». В 2008 году Борис Бардаш совместно с Theodor Bastard записал свою песню «Ручеек», она вошла в альбом «Белое Ловля Злых Зверей». Для песни «Голос» группы «Оле Лукойе» Яна Вева написала вокальную партию Небесного Голоса и неоднократно исполняла эту песню совместно с группой «Оле Лукойе» на концертах. Партия была написана буквально за один день и исполнена без каких-либо репетиций.
В 2005 году в альбом Anti — Lado World группы Moon Far Away вошёл кавер на песню «Praesagium» этой группы, исполненный Theodor Bastard.
В 2006 году в альбом kRASH! группы Requiem For FM вошло совместное с Theodor Bastard исполнение песни «Send Devil».
В сборник …It Just Is (In Memoriam: Jhonn Balance), посвящённый памяти музыканта группы Coil Джона Бэланса, вошёл ремейк песни Coil «Love Secret Domain», задуманный и решённый как реквием. Эта композиция была высоко оценена вторым лидером Coil Питером Кристоферсоном во время его совместного с Theodor Bastard концерта в Санкт-Петербурге,
посвящённого памяти Джона Бэланса. Концерт прошёл 23 декабря 2005 года.
Яна Вева сотрудничала с немецким композитором Штефаном Хертрихом в его проектах SpiRitual и Shiva in Exile, сочетающих черты восточной музыки и готического металла. Так, в 2006 году она написала тексты и вокальные партии для трёх композиций альбома Pulse проекта SpiRitual, а в 2008 году — для всех композиций альбома Nour проекта Shiva in Exile.

## Состав

### Текущий состав
- Фёдор Сволочь — саунд, гитара, бас-педали, семплирование, народные инструменты, вокал (1999—наши дни)
- Яна Вева — тексты, вокал, флейта, моринхур, перкуссия (1999—наши дни)
- Алексей «Кусас» Курасов — программирование ударных, перкуссия, духовые (1999—наши дни)
- Алексей Калиновский — клавишные (2014—наши дни), бэк-вокал (2021—наши дни)
- Вячеслав Саликов — виолончель (2019—наши дни) (сессионый участник с 2018 по 2019)
- Екатерина Долматова — бэк-вокал, гусли, флейта (2019—наши дни) (сессионная участница в 2016; с 2018 по 2019)
- Вячеслав Никифоров — ударные (2024—наши дни)

### Бывшие участники
- Тарас «Monthy» Фролов — клавишные (1999—2008)
- Максим «Макс» Костюнин — бас-гитара (1999—2008)
- Антон Уразов — программирование, семплер, варган (2001—2005)
- Андрей «Andy Vladych» Дмитриев — ударные (2009—2018)
- Сергей Смирнов — ударные (2019—2024)

### Бывшие концертные/сессионные участники
- Алексей Баженов — электрическое фортепиано (2003)
- Мила Фёдорова — виолончель (2004, 2005, 2007, 2008)
- Thorsten Berg — акустическая гитара (2004)
- Gregh Dotson — электрическое фортепиано (2005)
- Мария Акимова — гусли (2008)
- Алексей "Прохор" Мостиев — терменвокс (2008, 2010, 2015)
- Ян Никитин — вокал (2007, 2008, 2010)
- Zmitser von Holzman — терменвокс, кларнет (2010, 2012)
- Владимир Белов — виолончель (2010, 2013)
- Валерия Атанова — бэк-вокал (2012)
- Эдуард Драгунов — варган, поющая чаша, диджериду, горловое пение (2012)
- Тарас «Monthy» Фролов — клавишные (2012, 2014)
- Радик Тюлюш — шоор (2012)
- Алия Сагитова — клавишные (2013)
- Василь Давлетшин — бас (2013, 2016)
- Филипп Барский — арфа, цимбалы (2013)
- Виктор Кабанов — терменвокс (2013)
- Максим «Макс» Костюнин — бас, контрабас (2014)
- Наталья Назарова — виолончель (2015)
- Кирилл Секержицкий — бас (2015)
- Ольга Глазова — гусли, бэк-вокал (2015, 2017)
- Илья Карташов — виолончель (2015, 2016, 2017)
- Екатерина Долматова — бэк-вокал (2016, 2018—2019) (постоянная участница с 2019)
- Евгений Викки — балалайка, бузуки, флейта (2017)
- Виталий Погосян — дудук (2017)
- Тимофей Смаглиев — ударные (2018—2019)
- Вячеслав Саликов — виолончель (2018—2019) (постоянный участник с 2019)
- Кристине Казарян — арфа

### Директора группы
- Алексей Бажин — директор (2009—2014)
- Максим Круподеря — директор (2014—2016)
- Артём Добреля — директор (2016—2017)
- Денис Князев — директор (2017—2021) († 02.05.2021)

## Дискография

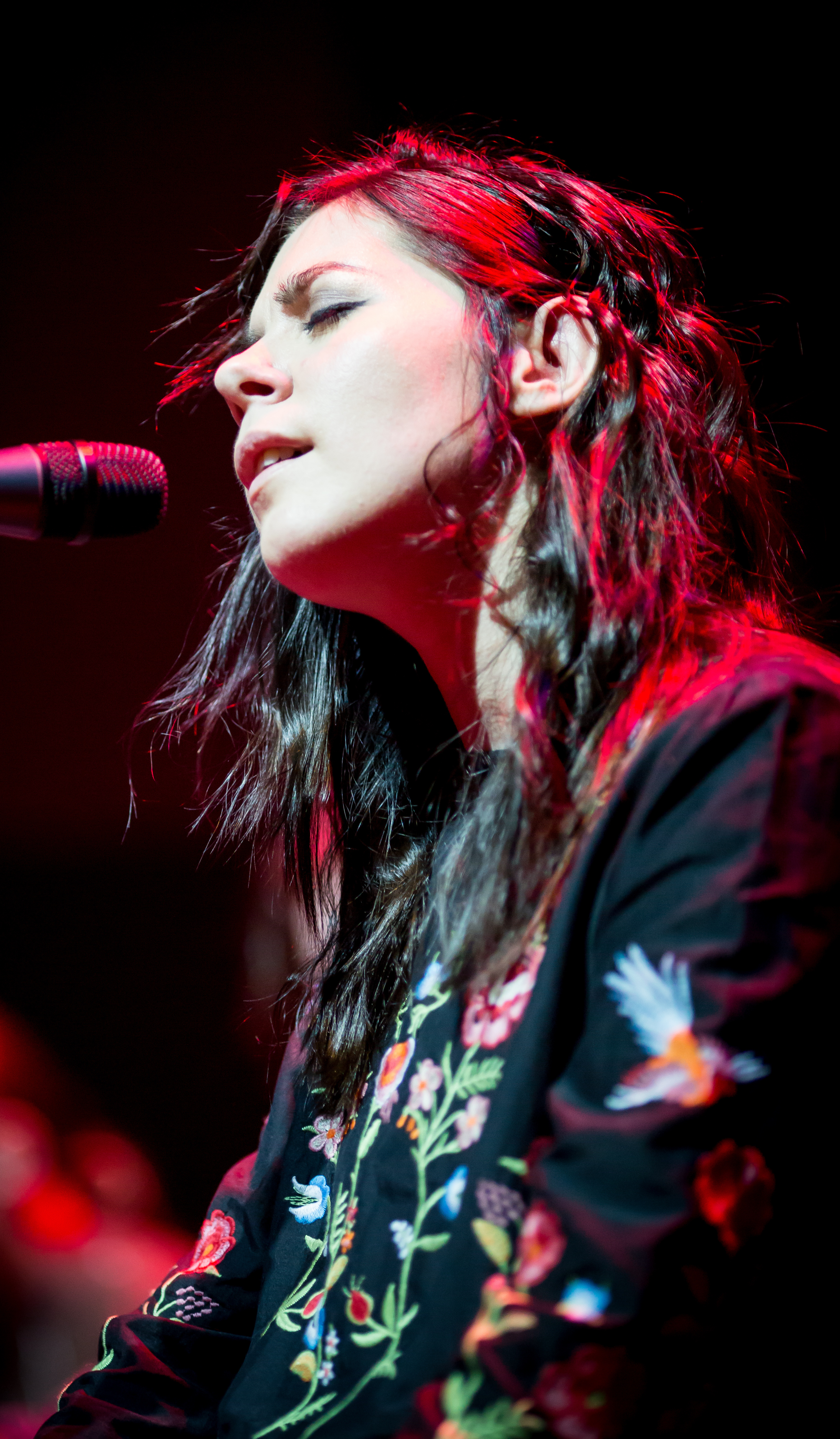
Яна Вева, фото Алексея Машутикова

### Фёдор Сволочь
- 1996 — Восемь Способов Добиться Леди
- 1997 — Как Не Нужно Делать Попсу
- 1998 — Зверинец Крафта-Эбинга

### Wave Save
- 1999 — Wave Save

### Theodor Bastard

#### Студийные альбомы
- 2000 — Agorafobia
- 2002 — BossaNova_Trip
- 2004 — Пустота
- 2008 — Белое: Ловля Злых Зверей
- 2009 — Белое: Предчувствия И Сны [пересведенная/перезаписанная версия альбома "Белое: Ловля Злых Зверей"]
- 2012 — Oikoumene
- 2015 — Vetvi
- 2020 — Volch'ya Yagoda

#### Сборники
- 2011 — Remixed [Ремиксы]

#### Саундтреки
- 2012 — Music For The Empty Spaces [саундтреки к документальным фильмам бразильского режиссёра Густаво Сантоса, фильму Виктора Фокеева «Загадки нашего Я» и для модного показа японского дизайнера Юши Кюрода]
- 2017 — Utopia [саундтрек к игре Pathologic 2]
- 2018 — Саундтрек к игре Life is Feudal: MMO [отдельно не издавался]
- 2022 — Записали несколько композиций для сериала Зверобой, в т.ч. заглавную песню

#### Концертные альбомы
- 2001 — Live In Heaven
- 2006 — Sueta
- 2013 — Live In Dobrolet

#### Переиздания (+ перезаписанные)
- 2007 — Agoraphobia [частично перезаписан заново (добавлен вокал и новые партии)]
- 2014 — Пустота (Remastered) [ремастеринг + частично перезаписан заново (добавлены новые партии)]
- 2018 — Белое: Ловля Злых Зверей (10th Anniversary Edition) [версии из "Белое: Ловля Злых Зверей" и "Белое: Предчувствия И Сны" соединены вместе + частично перезаписан заново (добавлены новые партии)]
- 2021 — Volch'ya Yagoda [переиздание на лейбле Season of Mist]
- 2021 — Vetvi (2021 Reissue) [переиздание на лейбле Season of Mist: ремастеринг + бонус-трек 'Vetvi (English Version)']
- 2023 — Oikoumene (10th Anniversary Edition) [переиздание на лейбле Season of Mist: ремастеринг, отредактированный звук + 3 бонус-трека: 'Jamarakaya', 'Mama Terra' и 'Atika']

#### Синглы
- 2008 — Мир
- 2009 — Будем Жить
- 2010 — Tapachula
- 2017 — Serp
- 2018 — Kolodec
- 2021 — Love's Secret Domain [кавер-версия группы Coil]
- 2022 — Зверобой [заглавная композиция к телесериалу Зверобой]
- 2022 — The Show Must Go On [кавер-версия группы Queen]

#### Демо
- 2001 — Live Demo
- 2002 — Theodor Bastard

### Участие в других проектах
SpiRitual
- 2006 — Pulse (Яна Вева - приглашённый вокал в альбоме)

Shiva in Exile
- 2008 — Nour (Яна Вева - вокал в альбоме (участник группы))

Moon Far Away
- 2005 — Anti-Lado World (трек Theodor Bastard - Praesagium (Moon Far Away cover))

Requiem For FM
- 2006 — kRASH! (трек Requiem For FM – kRASH! (feat. Theodor Bastard))

Сборники
- 2006 — Colours Of Black: Russian Dark Scene Compilation, Volume 2 (трек Театр Яда & Theodor Bastard - Завершение Вершин)
- 2005 — ...It Just Is (In Memoriam: Jhonn Balance) (трек Theodor Bastard - Love's Secret Domain (Coil cover))

## Пресса о группе
Безальтернативные лидеры русского готического рока, чуть ли не единственный ансамбль, у которого из всей этой сомнительной истории вообще вышло что-то путное. Что же до умения группы сочинять прекрасные песни на границе рока и трип-хопа, то его Theodor Bastard исправно демонстрируют последние лет пять.
— Лев Ганкин, «Афиша»

Песни пропитаны трип-хопом, психоделическим трансом и электронным нойзом и вместе с тем — древним фольклором и экспериментами «АукцЫона» и Курехина. Недавно вышел альбом «Белое: ловля злых зверей», ещё дальше продвинувший фольклорную составляющую группы. А поход на их концерт можно прописать как лекарство и тем, кто боится всего неславянского, и тем, кто считает, что «невозможно творить в этой стране».
— Вячеслав Позеров, «Time Out» Москва

Альбом «Белое» — это настоящий памятник маниакальному перфекционизму, что в нашу эпоху, когда всякие ОТК отменены начисто, можно назвать актом практического героизма. Запись, в которой звучание живых инструментов (гуслей, арфы, виолончели) идеально вплетено в электронные пульсации и шумы, виртуозна настолько, что континентально-европейским релизам аналогичного направления рядом с «Белым» делать просто нечего. Мериться мускулами тут надо с кем-нибудь масштаба Coil.
— Андрей Бухарин, Rolling Stone

То, что делают Theodor Bastard сейчас, вообще с трудом поддается классификации, и одно это уже заслуживает уважения. Группа нашла свой исключительный почерк, где в знакомые интонации ethereal оказывается вплетена какая-то древнерусская тоска, или нечто близкое к ней. Квинтет выступал с такими коллективами как Nine Inch Nails, Spiritual Front, Von Thronstahl, попадал на экраны телевизоров, пользуется спросом за рубежом. Да и каждый звук, каждая картинка выходящая из лаборатории Theodor Bastard, отмечены невероятным, совершенно невозможным для независимого артиста качеством — так на 'темной стороне силы' больше никто не делает.
— Феликс Сандалов, «Звуки Ру»